# سیارک ۴۹۶۴
سیارک ۴۹۶۴ (به انگلیسی: 4964 Kourovka، نامگذاری:1979OD15) چهار هزار و نهصد و شصت و چهارمین سیارک کشف شده‌است که در ۲۱ ژوئیه ۱۹۷۹ کشف شد.
قدر مطلق سیارک برابر ۱۳٫۶۰ است.